# Eugenia tikalana
Eugenia tikalana är en myrtenväxtart som beskrevs av Cyrus Longworth Lundell. Eugenia tikalana ingår i släktet Eugenia och familjen myrtenväxter. Inga underarter finns listade i Catalogue of Life.